# Øystein Aarseth
Øystein Aarseth /ˈøʏstɛɪn ˈɔʂət/ (Surnadal, 22 de març de 1968 - Oslo, 10 d'agost de 1993), més conegut com a «Euronymous», va ser el guitarrista de la banda de black metal Mayhem i propietari de la discogràfica Deathlike Silence. També fou l'amo de la botiga de discos Helvete («infern» en noruec) a Oslo. Segons la revista Guitar World, Øystein Aarseth es troba en el 51è lloc dels millors guitarristes de metal de la història.

## Biografia
Aarseth va néixer en Surnadal, el 22 de març de 1968, i va crear Mayhem el 1984. En aquest temps es feia dir «Destructor». Quan es va unir a Mayhem (que llavors estava format per Necrobutcher al baix i Manheim a la bateria) es va canviar el nom a Euronymous, que segons el propi Aarseth significa «Príncep de la Mort» en grec, malgrat no té una etimologia ben construïda. Sembla que s'esmenta un dimoni grec anomenat Euronymous a la Bíblia Satànica, no obstant Aarserth en menyspreava l'autor, Anton LaVey, per la qual cosa és poc probable que prengués el nom d'aquí.
El nom Euronymous possiblement provingui de la cançó «Triumph of Death» del grup Hellhammer, on apareix la frase Euronymous sends his souls, buried by horrible mistakes («Euronymous envia les seves ànimes, enterrades per horribles errors»), ja que la majoria de pseudònims dels altres components també els van agafar d'aquest grup: Messiah i Maniac són noms de cançons de Hellhammer, la qual cosa demostra la gran influència que va tenir (al costat de Venom, Bathory i Sodom) en la seva música.
També va ser guitarrista de Checker Patrol, una banda que combinava el black amb el thrash metal, amb integrants de la banda alemanya Assassin.

### Helvete
Helvete fou la botiga de discos d'Euronymous a principis de la dècada de 1990, situada al carrer Schweigaards d'Oslo. Va ser un lloc rellevant pels seguidors del black metal a Noruega i Escandinàvia. La botiga disposava d'un soterrani on es reunien els membres de l'Inner Circle. La botiga va tancar el 1993, uns mesos abans de l'assassinat d'Aarseth.
A la fi de la dècada de 1980, Euronymous va fundar la seva pròpia discogràfica basant-se en una cançó («Deathlike Silence» de Sodom, editada el 1986 a l'àlbum Obsessed by Cruelty). Al principi Euronymous només volia signar amb bandes de l'escena musical noruega. Més tard va permetre l'entrada a bandes estrangeres com les sueques Abruptum i Merciless, i la japonesa Sigh.

### Assassinat
El 1993, Øystein Aarseth va ser acoltellat per Varg Vikernes (el qual es feia dir «Count Grishnackh»), artífex de Burzum. Segons l'informe oficial va ser ferit 23 vegades: 2 al cap, 5 al coll i 16 a l'esquena. Nogensmenys, Vikernes ho negà afirmant que Aarseth va caure damunt d'uns vidres trencats mentre corria, fet que explicaria la quantitat considerable de ferides. Vikernes exposà que el que va fer parcialment va ser en defensa pròpia i sota una suposada amenaça de mort.
Vikernes va ser sentenciat a 21 anys de presó per la crema d'esglésies antigues (algunes amb artesanies del segle XVII) i per l'assassinat d'Aarseth. Va ser posat en llibertat condicional el 24 de maig de 2009, després de 16 anys a la presó, havent complert la condemna més llarga de la història moderna de Noruega.

## Creences
Aarseth era practicant del satanisme i apologeta de la violència, amb una peculiar visió del comunisme. Tot i que no va usar la música de Mayhem per a promoure les seves idees polítiques, les veia compatibles amb el black metal. Euronymous menyspreava l'individualisme.

### Comunisme
Admirador de líders comunistes com Ióssif Stalin i Enver Hoxha, Aarseth va ser membre de l'organització juvenil comunista Rød Ungdom («Joventut Roja»), on, segons el músic de black metal Kjetil Haraldstad «Frost», va adquirir els seus dots de lideratge, els quals utilitzaria en el moviment del black metal noruec per a dirigir l'Inner Circle.

## Discografia
| Banda          | Títol                     | Gravat    | Publicat |
| -------------- | ------------------------- | --------- | -------- |
| Mayhem         | Pure Fucking Armageddon   | 1985      | 1985     |
| Checker Patrol | Metalion in the Park      | 1986      | 1986     |
| Mayhem         | Deathrehearsal            | 1987      | 1987     |
| Mayhem         | Deathcrush                | 1987      | 1987     |
| Mayhem         | Live in Leipzig           | 1990      | 1993     |
| Burzum         | Burzum                    | 1992      | 1992     |
| Burzum         | Det som Engang var        | 1992      | 1993     |
| Mayhem         | Dawn of the Black Hearts  | 1990      | 1995     |
| Mayhem         | Freezing Moon/Carnage     | 1990      | 1996     |
| Mayhem         | Out from the Dark         | 1991      | 1995     |
| Mayhem         | De Mysteriis Dom Sathanas | 1992–1993 | 1994     |

## Filmografia
L'any 2018, Jonas Åkerlund dirigí la pel·lícula Lord of Chaos sobre els inicis del black metal noruec i inspirada en la relació intempestiva entre Aarseth i Vikernes.